# Dobre Źródło

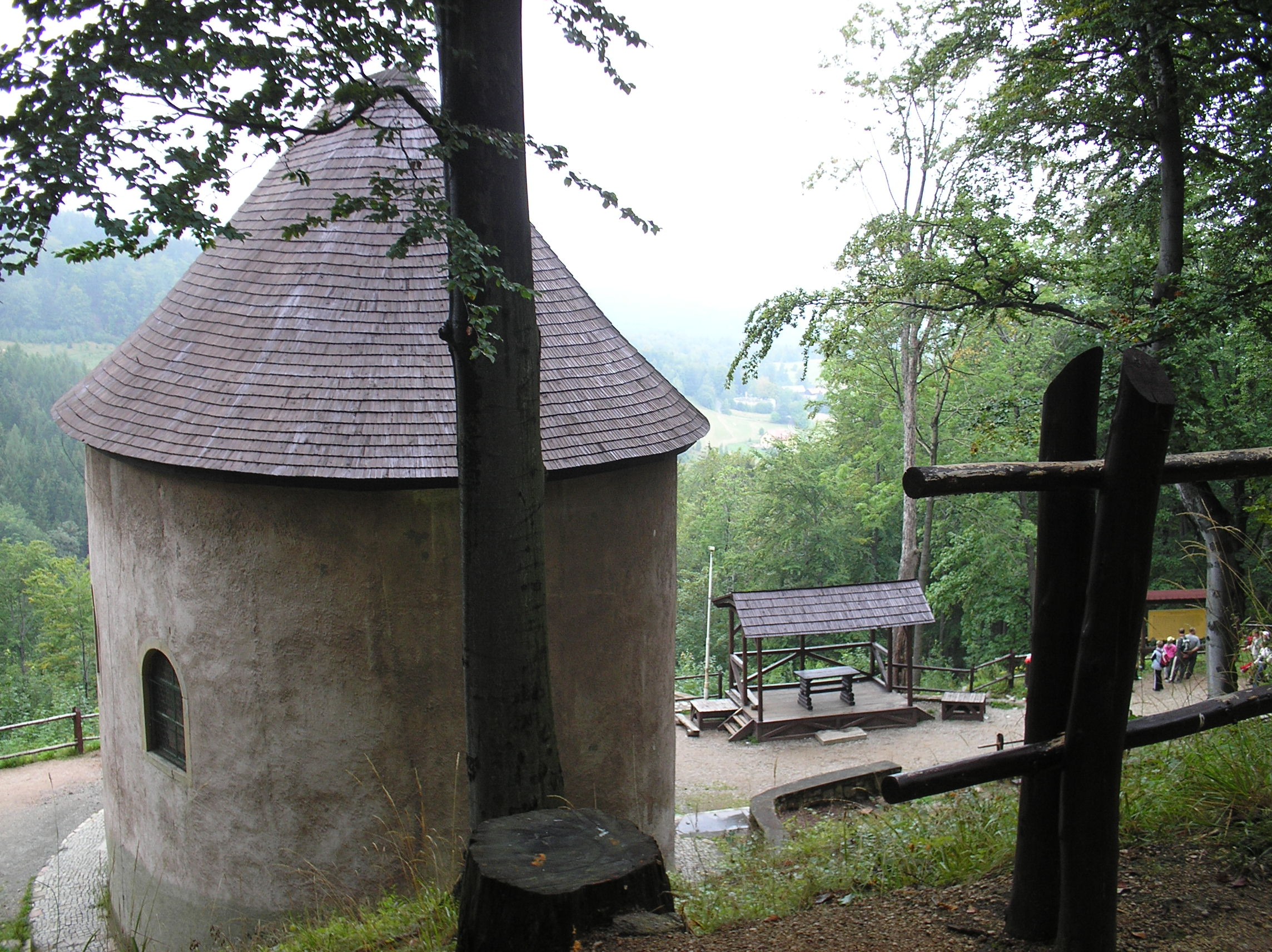
Kaplica św. Anny, w pobliżu której znajduje się Dobre Źródło

Dobre Źródło, inne nazwy: Źródło św. Anny, Święte Źródło, Źródełko Miłości (niem. Gute Born, Gutenbrunnen) – źródło położone na Pogórzu Karkonoskim, na zachodnim zboczu góry Grabowiec, w pobliżu kaplicy św. Anny. Źródło znajduje się na wysokości 668 m n.p.m. Woda źródła zawiera niewielkie ilości radonu. W przeszłości była używana do celów zdrowotnych.

## Historia

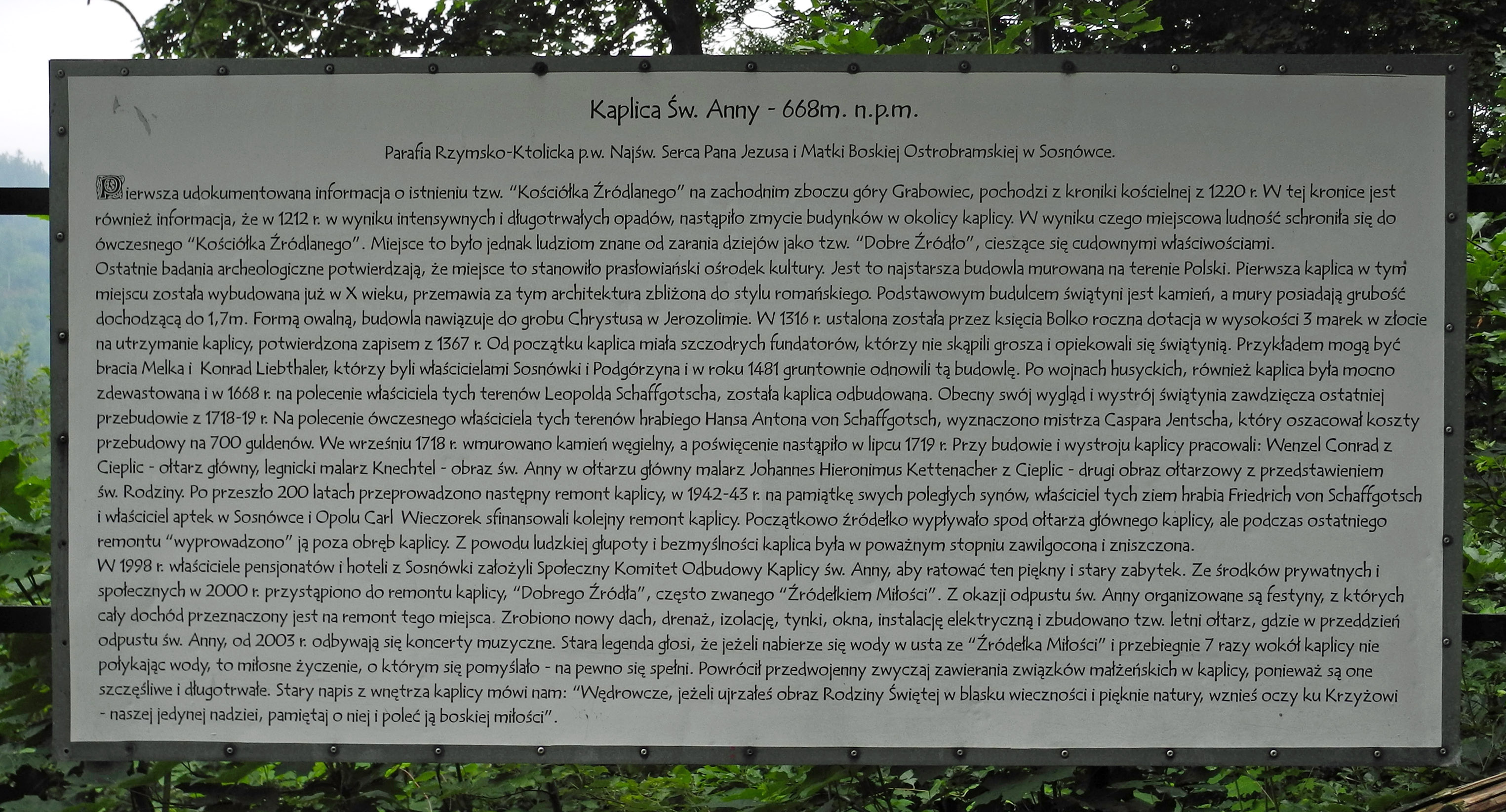
Tablica z informacją o Kaplicy św. i Dobrym Źródle, Sosnówka

Dobre Źródło znane było już w okresie prasłowiańskim; wykopaliska archeologiczne w pobliżu świadczą, że człowiek był obecny w tym miejscu już w okresie neolitu. Miejsce miało najpewniej charakter kultowy, o czym świadczyłby brak stałego osadnictwa w pobliżu. W średniowieczu wierzono, że woda z dobrego źródła ma cudowne właściwości. Prawdopodobnie aby zapobiec pogańskim kultom w I połowie XIII wieku wzniesiono w okolicach Dobrego Źródła kapliczkę, która została zniszczona w okresie wojen husyckich. W XVIII w. w tym miejscu wzniesiono kaplicę pod wezwaniem św. Anny. Przed wojną przy źródle istniała gospoda. Po raz ostatni renowację ujęcia wodnego przeprowadzono w latach 1942–1943.

## Legendy
Z miejscem tym związane są liczne legendy. Według jednej z nich źródło odkrył książę podczas tropienia rannego jelenia; zwierzę piło wodę ze źródła i ozdrowiawszy natychmiast uciekło, nadawszy źródłu magiczną moc. Przy źródle miały również odbywać się sabaty czarownic; wierzono również, że siedmiokrotne okrążenie źródła z wodą w ustach zapewni szczęście w miłości.

## Szlaki turystyczne
Koło Dobrego Źródła przechodzą następujące szlaki turystyczne:
- Słonecznik – Pielgrzymy – Świątynia Wang – Dobre Źródło – dalej tzw. Babia Ścieżka[1]: Sosnówka – Staniszów
- Miłków – Dobre Źródło – Borowice